# Hillsborough (New Hampshire)
Hillsborough – miasto w Stanach Zjednoczonych, w stanie New Hampshire, w hrabstwie Hillsborough.
Z tego miasta pochodzi 14. prezydent Stanów Zjednoczonych Franklin Pierce.